# Бенджамин Брат
Бенджамин Джордж Брат (на английски: Benjamin George Bratt; роден на 16 декември 1963 г.) е американски актьор. Известен е с ролята си на детектив Рей Къртис в сериала „Закон и ред“, за която е номиниран за награда Еми в категорията Най-добър поддържащ актьор. Участва във филми като „Разрушителят“ (1993), „Мис таен агент“ (2000), „Трафик“ (2000), „Жената-котка“ (2004) и „Облачно с кюфтета“ (2009).

## Филмография

### Филми
- 1991: „Едно добро ченге“

- 1993: „Разрушителят“
- 1994: „Реална опасност“
- 1994: „Дивата река“
- 2000: „Почти идеално“
- 2000: „Червената планета“
- 2000: „Мис таен агент“
- 2000: „Трафик“
- 2001: „След бурята“
- 2002: „Увлечение“
- 2004: „Дърводелецът“
- 2004: „Жената-котка“
- 2005: „Смукачът“
- 2005: Операция „Спасение“
- 2007: „Любов по време на холера“
- 2008: „Жена зад волана“
- 2009: „Облачно с кюфтета“ (глас)
- 2013: „Аз, проклетникът 2“ (глас)
- 2013: „Облачно с кюфтета 2: Отмъщението на огризките“ (глас)
- 2013: „Доносник“
- 2015: „Лигата на справедливостта: Богове и чудовища“ (глас)
- 2016: „Ченге за един ден 2“
- 2016: „Специални кореспонденти“
- 2016: „Операция Ескобар“
- 2016: „Доктор Стрейндж“
- 2017: „Тайната на Коко“ (глас)
- 2017: „Лидер от затвора“
- 2019: „Неуредени сметки“

### Телевизия
- 1995 – 2009: „Закон и ред“
- 1996 – 1999: „Убийство: Живот на улицата“
- 2003: „Фрейзър“
- 2005 – 2006: „Петият пръстен“
- 2008: „Щамът Андромеда“
- 2008 – 2009: „Чистачът“
- 2010 – 2017: „Модерно семейство“
- 2011 – 2013: „Частна практика“
- 2014: „24: Не умирай днес“
- 2016: „Стар“